# Vejno
Vejno (vitryska: Вейна) är en agropolis i Belarus.   Den ligger i distriktet Mahіljoŭskі Rajon och voblasten Mahiljoŭs voblast, i den nordöstra delen av landet, 180 km öster om huvudstaden Minsk. Vejno ligger 173 meter över havet och antalet invånare är 1 717.

## Natur och klimat
Terrängen runt Vejno är platt, och sluttar västerut. Runt Vejno är det ganska tätbefolkat, med 192 invånare per kvadratkilometer.. Närmaste större samhälle är Mahiljoŭ, 9,6 km norr om Vejno.
Omgivningarna runt Vejno är en mosaik av jordbruksmark och naturlig växtlighet.